# Mihályfi Balázs
Mihályfi Balázs (Győr, 1965. november 6. –) magyar színművész.

## Életpályája
1988-ban felvételt nyert a Budapesti Műszaki Egyetem Építőmérnöki Karára, melyet egy év halasztás után végleg otthagyott. Még ebben az évben – második próbálkozásra – sikeresen felvételizett a Színház- és Filmművészeti Főiskola Színész Szakára, Huszti Péter osztályába. 1992–1994 között a szolnoki Szigligeti Színház, 1994–1998 között az Új Színház, 1998–2000 között a debreceni Csokonai Színház, 2000–2004 között ismét a szolnoki Szigligeti Színház, majd 2004–2006 között a Miskolci Nemzeti Színház tagja volt. 2006–2010 között a Centrál Színház, majd 2010–2011-ben a székesfehérvári Vörösmarty Színház színésze volt. Napjainkban több fővárosi, és vidéki színházban is szerepel.
Felesége, Tóth Adrienn operaénekes, gyermekük Mihályfi Luca Zsófia, aki 2003-ban született.

## Színházi szerepei
- Kárász, Nárcisz bátyja (Arden: Gyöngyélet, Móricz Zsigmond Színház, Nyíregyháza, 1991, r: Gaál Erzsébet)
- Azor (Marivaux: A vita, Ódry Színpad, Budapest, 1991, r: Magács László)
- Stanley (Tennessee: A vágy villamosa, Ódry Színpad, Budapest, 1992, r: Huszti Péter)
- Dandin György (Molière: Dandin György, vagy a megcsalt férj, Ódry Színpad, Budapest, 1992, r: Garas Dezső)
- Hans (Bergman: Rítus, Ódry Színpad, Budapest, 1992, r: Szikora János)
- Gyula (Pozsgai: Szeretlek cirkusz,Szigligeti Színház, Szolnok, 1992, r: Molnár György)
- Henrik, walesi herceg (Shakespeare: IV. Henrik, Szigligeti Színház, Szolnok, 1993, r: Csiszár Imre)
- Iván, Kercseligethy fia (Gábor A.: Dollárpapa, Szigligeti Színház, Szolnok, 1993, r: Horváth Péter)
- Lauffer ( Brecht: A házitanító, Szigligeti Színház,Szolnok,1993, r: Fodor Tamás)
- Nimród (Dürrenmatt: Angyal szállt le Babilonba, Szigligeti Színház, Szolnok, 1993, r: Vincze János)
- Carlos, Clavigo barátja (Goethe: Clavigo, Szigligeti Színház, Szolnok, 1993, r: Bagossy László)
- Frontin, Lucidor szolgája (Maruszki: Próbatétel, Ódry Színpad, Budapest, 1994, r: Simon Balázs)
- Hubert Vilmos ( Füst Milán: Boldogtalanok, Ódry Színpad, Budapest,1994, r: Novák Eszter)
- Drakuletz Edelmund báró (Weöres: A kétfejű fenevad, Szigligeti Színház, Szolnok, 1994, r: Csiszár Imre)
- Altamira gróf, spanyol forradalmár (Stendhal–Illés: Vörös és fekete, Szigligeti Színház, Szolnok, 1994, r: Tasnádi Márton)
- Fejedelem (Vörösmarty: Csongor és Tünde „Üdlak”, Új Színház, Budapest, 1994, r: Novák Eszter)
- Pap, Vízárus (Brecht: Jó embert keresünk, Új Színház, Budapest, 1994, r: Ács János)
- Stranz lovaskapitány (Kleist: Homburg hercege, Új Színház, Budapest, 1995, r: Hargitai Iván)
- Pierrot (Molière: Don Juan, Új Színház, Budapest, 1995, r: Székely Gábor)
- Pap Ferke (Szép: Patika, Új Színház, Budapest, 1995, r: Novák Eszter)
- Sir Mordred (Tankred Dorst– Ursula Ehler: Merlin avagy a puszta ország, Új Színház, Budapest, 1995, r: Hargitai Iván)
- Leonardo (García Lorca: Vérnász, Új Színház, Budapest, 1996, r: Novák Eszter)
- Don Félix (Calderón: Két szék közt a pad alatt, Esztergomi Várszínház, 1996, r: Cserje Zsuzsa)
- Gavril (Radicskov: Január, Új Színház, Budapest, 1996, r: Hargitai Iván)
- Rosencrantz (Shakespeare: Hamlet, Új Színház, Budapest, 1996, r: Ács János)
- Fred (Bond: Megváltás, Új Színház, Budapest, 1997, r: Hargitai Iván)
- Balassi (Mészöly: Balassi, Esztergomi Várszínház, 1997, r: Iglódi István)
- Lelio (Goldoni: Hazugok, Győri Nemzeti Színház /padlás/,1998, r: Honti György)
- George Dandin, gazdag paraszt (Molière: George Dandin avagy a megcsúfolt férj, Szentendrei Teátrum, 1998, r: Hargitai Iván)
- Szvidrigajlov, vidéki földbirtokos (Dosztojevszkij–Szakonyi: Bűn és bűnhődés, Csokonai Színház, Debrecen, 1998, r: Lengyel György)
- Kovács hadnagy; Jósnő (Németh Á: Júlia és a hadnagya, Csokonai Színház, Debrecen, 1998, r: Hargitai Iván)
- Balga, földmívelő, utóbb Csongor szolgája (Vörösmarty: Csongor és Tünde, Csokonai Színház, Debrecen, 1999, r: Parászka Miklós)
- Kasimir (Ödön von Horváth: Kasimir és Karoline, Miskolci Nemzeti Színház, 1999, r: Novák Eszter)
- Hamlet (Shakespeare: Hamlet, Csokonai Színház, Debrecen, 1999, r: Lengyel György)
- Nagy Lajos, Franciaország királya (Bulgakov: Molière, Csokonai Színház, Debrecen, 2000, r: Hargitai Iván)
- Csík (Németh Á: Lovass Anita, Csokonai Színház, Debrecen, 2000, r: Hargitai Iván)
- János (Németh L. : Bodnárné, Szigligeti Színház, Szolnok, 2000, r: Verebes István)
- Miklós gróf (Ábrahám Pál: Viktória, Szolnoki Szigligeti Színház,2000,r: Verebes István)
- Harrison Howell, szenátor (Shakespeare–Spewack–Spewack: Csókolj meg, Katám!, Csokonai Színház, Debrecen, 2001, r: Czeizel Gábor)
- Benedetto, padovai nemes ifjú (Shakespeare: Sok hűhó semmiért, Szigligeti Színház, Szolnok, 2001, r: Iglódi István)
- Zsigmond (Háy: Isten, császár, paraszt, Szigligeti Színház, Szolnok, 2001, r: Csiszár Imre)
- Koldus (Csehov: A meggyeskert, Szigligeti Színház, Szolnok, 2001, r: Kaszás Mihály)
- Tornyai, szolgabíró (Nagy: Tisztújítás, Szigligeti Színház, Szolnok, 2001, r: Szinetár Miklós)
- Anucskin, nyugalmazott gyalogos tiszt (Gogol: Háztűznéző, Szigligeti Színház, Szolnok, 2002, r: Telihay Péter)
- A Bevándorlási Hivatal első tisztje (Miller: Pillantás a hídról, Szigligeti Színház, Szolnok, 2002, r: Tordy Géza)
- szereplő (Madách: Lucifer show, Szigligeti Színház, Szolnok, 2002, r: Verebes István)
- Almády (Molnár: Játék a kastélyban,Szigligeti Színház, Szolnok, 2002, r: Csiszár Imre)
- Metellus, római nemes (Füst: Catullus, Szigligeti Színház, Szolnok, 2002, r: Szikora János)
- Lvov, Jevgenyij Konsztantyinovics, fiatal orvos (Csehov: Ivanov,Szigligeti Színház, Szolnok, 2003, r: Telihay Péter)
- Reg Willoughby, munkanélküli gyári munkás (Beaufoy–McNally: Alul semmi, Szigligeti Színház, Szolnok, 2003, r: Szikora János)
- Romain Tournel (Feydeau: Bolha a fülbe, Szigligeti Színház, Szolnok, 2003, r: Bereményi Géza)
- Földműves (Euripidész: Elektra, Szigligeti Színház, Szolnok, 2003, r: Telihay Péter)
- Jourdain úr, polgár (Molière: Úrhatnám polgár, Szigligeti Színház, Szolnok, 2003, r: Csiszár Imre)
- Ronnie, Jane férje (Cooney: A miniszter félrelép, Szigligeti Színház, Szolnok, 2004, r: Szikora János)
- Apa, Pável Szmergyakov (Dosztojevszkij: Karamazov testvérek /Karamazovok/  Szolnoki Szigligeti Színház, 2004, r: Telihay Péter)
- Áron (Madách: Mózes, Miskolci Nemzeti Színház, 2004, r: Csiszár Imre)
- George (Steinbeck–Kaufman: Egerek és emberek, Miskolci Nemzeti Színház, 2004, r: Tordy Géza)
- Klescs (Gorkij: Éjjeli menedékhely,Gárdonyi Géza Színház, Eger, 2005, r: Máté Gábor)
- Jovo Sztaniszavljevics Kobra (Kušan: A balkáni kobra, Zalai Nyári Színház, Zalaegerszeg, 2005, r: Bodolay Géza)
- Márton, a vidéki (Görgey: Komámasszony, hol a stukker?, Miskolci Nemzeti Színház, 2006, r: Korognai Károly)
- Larry (Marber: Közelebb, Vidám Színpad, Budapest, 2006, r: Magács László)
- Dr. Petypon, orvostanár (Feydeau: Osztrigás Mici (Dáma a Maximból), Katona József Színház, Kecskemét, 2007, r: Bodolay Géza)
- Fabrizio (Goldoni: A fogadósnő (Mirandolina), Vidám Színpad, 2007, r: Novák Eszter)
- Színész (Hill–Mallatrat: Asszony feketében, Vidám Színpad, Budapest, 2007, r: Magács László)
- Ahmed, titkosügynök (Allen: Semmi pánik, Vidám Színpad, Budapest, 2007, r: Puskás Tamás)
- Groholszkij (Csehov: A szerelmes hal,Vidám Színpad, Budapest, 2008, r: Kiss Csaba)
- Mike (Belber: Meccs,Centrál Színház, Budapest, 2008, r: Harangi Mária), Gratiano
- Aragon (Shakespeare: A velencei kalmár, Centrál Színház, Budapest, 2008, r: Puskás Tamás)
- Finbar (McPherson: A gát, Vörösmarty Színház, Székesfehérvár, 2009, r: Szűcs Gábor)
- Lopahin, Jermolaj Alekszejevics, kereskedő (Csehov: Cseresznyéskert, Vörösmarty Színház, Székesfehérvár, 2009, r: Guelmino Sándor)
- Aigisztosz (Szophoklész–Kovács-Cohner: Elektra, Vörösmarty Színház, Székesfehérvár, 2009, r: Galambos Péter)
- Stanley (Tennessee: A vágy villamosa, Vörösmarty Színház, Székesfehérvár, 2010, r: Harangi Mária)
- Feste, tréfamester (Shakespeare: Vízkereszt, vagy bánom is én, Vörösmarty Színház, Székesfehérvár, 2010, r: Keszég László)
- Harry (Shaw–Lerner: My Fair Lady, Szegedi Szabadtéri Játékok, 2010, r: Novák Eszter)
- Husszein Al-Rúmi emír; Szabédi László költő, egyetemi tanár (Székely: Mórok,Gyulai Várszínház, 2012, r: Csiszár Imre)
- Balla János (Békeffi–Stella: Janika, Karinthy Színház, Budapest, 2012, r: Honti György)
- szereplő (Arisztophanész: A nőuralom, Aquincumi Nyári Játékok, Budapest, 2013, r: Papp János)
- Kerecsényi László, várkapitány (Zalán: A fáklya kialszik,Gyulai Várszínház, 2013, r: Csiszár Imre)
- Mussfeld (Sütő: Az álomkommandó, Vígszínház, Budapest, 2013, r: Szász János)
- Polgármester (Móricz: Rokonok, Jászai Mari Színház, Tatabánya, 2013, r: Hargitai Iván)
- Apa (Spiró: Elsötétítés, Rózsavölgyi Arts & Café, Budapest, 2014, r: Marton László)
- Aristide Bouteille (Herman–Fierstein: Az Őrült Nők Ketrece, Kultúrbrigád/Átrium Film-Színház, 2014, r: Alföldi Róbert)
- Őrnagy (Nóti: Nyitott ablak, Karinthy Színház, Budapest, 2014, r: Karinthy Márton)
- Orsino Herceg, Illíria uralkodója (Shakespeare: Vízkereszt, vagy amit akartok, Jászai Mari Színház, Tatabánya, 2014, r: Hargitai Iván)
- Samrajev, Ilja Afanaszjevics, a birtok intézője (Csehov: Sirály, Kultúrbrigád/Átrium Film-Színház, 2015, r: Fehér Balázs Benő)
- Húber Vilmos, papi nyomdász (Füst: Boldogtalanok,Pécsi Nemzeti Színház, 2015, r: Funk Iván)
- Gróf Dubois-Schottenburg (Molnár: Egy, kettő, három, Kultúrbrigád/Átrium Film-Színház, 2016, r: Znamenák István)
- Lancester (Marlowe: II. Edward, Zikkurat Színpadi Ügynökség, 2016, r: Alföldi Róbert)
- Eugen, Kargusné, Angermayer (Fassbinder-Ugrai: A félelem megeszi a lelket, THEA /Átrium Film-Színház/, 2017,r: Alföldi Róbert)
- Gilbert Bodley (Ray Cooney – John Chapman: Ne most,drágám!,Veres1Színház,2018, r: Venyige Sándor)
- Amos Hart (Fred Ebb- Bob Fosse: Chicago,THEA/ Átrium Film-Színház/, 2018,r: Alföldi Róbert)
- Ken Gorman (Neil Simon: Pletykafészek,Veres1Színház,2018,r:-)
- Tizenegyes esküdt (Reginald Rose: Tizenkét dühös ember,THEA/ Átrium Film-Színház /,2018,r: -)
- Churchill (David Seidler : A király beszéde,József Attila Színház,2019, r: Hargitai Iván)
- Az őrnagy (Örkény: Tóték,Veres1Színház, 2019, r :Dicső Dániel )
- Fóris (Örkény: Kulcskeresők,Szolnoki Szigligeti Sz.,2021,Karinthy sz.,2022 r: Csiszár Imre)
- Charlie ( Ray Cooney-Tony Hilton: 1x3 néha 4, Veres1Sz., 2022, r: Nagy Sándor)

## Film- és tévészerepei
- A mi kis falunk (magyar vígjátéksorozat, 2023–)
- Keresztanyu (magyar vígjátéksorozat, 2021–2022)
- Segítség! Itthon vagyok! (magyar fikciós sorozat, 2020)
- Jófiúk (magyar vígjátéksorozat, 2019)
- Egynyári kaland (magyar ifjúsági sorozat, 2018–2019)
- A hentes, a kurva és a félszemű (magyar dráma, 2017)
- Jóban Rosszban (magyar drámasorozat, 2005–2018)
- Ebéd (magyar tévéfilm, 2004)
- Állítsátok meg Terézanyut! (2004)
- Kontroll (magyar thriller, 2003)
- Kisváros (2001)
- Razzia az Aranyszarvasban (magyar játékfilm, 1996)
- Szomszédok (1993–1996)
- Könyörtelen idők (magyar filmdráma, 1991)

## Díjai, elismerései
- Ivánka Csaba-díj (2002)
- Sík Ferenc-nívódíj (2013)[6]